# Europhora major
Europhora major är en insektsart som först beskrevs av Philip Reese Uhler 1896.  Europhora major ingår i släktet Europhora och familjen spottstritar. Inga underarter finns listade i Catalogue of Life.